# Florin Răducioiu
Florin Valeriu Răducioiu (n. 17 martie 1970, București, România) este un fost fotbalist român, care a jucat pentru Echipa națională de fotbal a României la Campionatele Mondiale de Fotbal din 1990 și 1994, la EURO 1996, și este singurul fotbalist român care a evoluat în toate marile campionate naționale ale Europei (Anglia, Franța, Germania, Italia și Spania).
În martie 2008 a fost decorat cu Ordinul „Meritul Sportiv” clasa a III-a, pentru rezultatele obținute la turneele finale din perioada 1990-2000 și pentru întreaga activitate.

## Cariera de fotbalist
Răducioiu este un produs al centrului de juniori al clubului Dinamo București. A fost promovat în prima echipă de antrenorul Mircea Lucescu încă de la vârsta de 17 ani, făcând parte din echipa care se califica în sferturile de finală ale Cupei Cupelor în 1989 și în semifinalele aceleiași competiții un an mai târziu.
După selecția în lotul echipei României pentru Mondialul din 1990, la doar 20 de ani, Răducioiu a fost ofertat de echipele din străinătate, semnând pentru AS Bari. A trecut apoi prin curtea altor echipe din Italia, în 1993 ajungând la campioana Europei, AC Milan, alături de care, deși a evoluat doar de șapte ori, marcând două goluri, a câștigat Liga Campionilor UEFA.
În 1994 s-a mutat în Spania, unde a evoluat timp de două sezoane la Espanyol Barcelona, iar în 1996 a fost transferat în Anglia, la West Ham United. Nu s-a adaptat la fotbalul britanic și după doar jumătate de sezon în Premier League, a revenit în Spania, la Espanyol.
În 1997 a bifat al patrulea campionat ca valoare din Europa, cel german, evoluând un sezon la VfB Stuttgart, pentru ca apoi după o trecere prin Italia, la Brescia, și una prin România, la Dinamo, să joace și în al cincilea campionat puternic de pe continent, Ligue 1, pentru AS Monaco.
Răducioiu și-a încheiat cariera în 2004, la echipa franceză de amatori US Créteil-Lusitanos.

## Cariera internațională
Florin Răducioiu a debutat la prima reprezentativă a României într-un meci amical împotriva Israelului, la data de 25 aprilie 1990. A jucat la Mondialul din 1990 în trei dintre cele patru meciuri ale României, dar nu a marcat niciun gol. Abia în decembrie 1990 a înscris pentru prima dată la națională, într-un meci din calificările pentru EURO 1992, împotriva echipei statului San Marino.
În 1993 a intrat în istoria naționalei României, devenind primul fotbalist care marchează patru goluri într-un singur meci. S-a întâmplat la Toftir, în jocul dintre Insulele Feroe și România. Performanța a fost egalată în 1997 de Gheorghe Popescu. A fost de altfel golgheterul naționalei României în preliminariile pentru Cupa Mondială din 1994, cu nouă reușite. La Mondialul din Statele Unite a mai înscris alte patru goluri, câte două în meciul inaugural contra Columbiei și în cel din sferturi cu Suedia.
La EURO 1996, Răducioiu a înscris unicul gol al României, în meciul cu Spania, acesta fiind ultimul său gol pentru echipa națională.

## Palmares
- Dinamo București
  - Titlul de campion - 1990
  - Cupa României - 1986, 1990

- AC Milan
  - Supercupa Italiei - 1993
  - Serie A - 1994
  - Liga Campionilor UEFA - 1994